# Per Stålhammar
Per Stålhammar, före adlandet Hammar och ursprungligen Jönsson, född omkring 1612 i Angved i Svenarum, död 8 januari 1701 i Hultsvik i Korsberga, var en svensk officer.
Under sin barndom var Per Stålhammar vallgosse hos sin far kronobonden Jöns Gudmundsson (död omkring 1629). Omkring 14 år gammal, 1626, blev han trossdräng hos kapten Caspar Witte, vilket han fortsatte med till 1629, då han i samband stilleståndet i Altmark kunde resa hem igen. 1633 blev han sventjänare (ryttare) åt samme Caspar Witte och en lång karriär inom Smålands ryttare var nu inledd. Namnet ändrades till Per Jönsson Hammar och snabbt berömdes han för sin tapperhet och blev kvartermästare på regementet 1640. År 1644 blev han korpral och 1650 kornett.
I september 1644 gifte sig Per Jönsson Hammar med Caspar Wittes (1649 adlad von Witten af Stensjö) dotter Susanna. Hon dog 7 juli 1645, strax efter sonen Kaspers födelse. Två år senare gifte Per Jönsson Hammar om sig med Anna Skytte och fick genom giftermålet gården Hultsvik i Korsberga socken. 30 augusti 1650 adlades Per Jönsson Hammar och fick namnet Stålhammar, samtidigt som hans militära karriär fortsatte. År 1656 blev han löjtnant, 1657 ryttmästare, 2 juni 1663 major och 6 mars 1677 blev han överste. I augusti 1692 fick Per Stålhammar nådigt avsked.
Per Stålhammar deltog i många krig. Som trossdräng följde han med Smålands ryttare i fälttåget mot polackerna i Preussen. Från 1633 deltog han som ryttare i trettioåriga kriget, dessutom deltog han i krig i Polen, samt 1650-talets krig mot Danmark. Han deltog även i det skånska kriget, då som regementschef (överste), samt införde indelningsverket på sitt småländska ryttarregemente under 1680-talet.

## Barn med Susanna Witte
1. Kasper Stålhammar (1645-), överstelöjtnant

## Barn med Anna Skytte
1. Brita Stålhammar (1648-1706)
2. Susanna Stålhammar (1649-1695)
3. Johan Stålhammar (1653-1711), överstelöjtnant, far till Ulrika Eleonora Stålhammar
4. Karl Stålhammar (1655-1702), ryttmästare
5. Jon Stålhammar (1659-1708), överstelöjtnant
6. Gabriel Stålhammar (1662-1662)
7. Anna Beata Stålhammar (1667-1670)
8. Anna Beata Stålhammar (-1695)